# Mon Repos (San Juan-Laventille)
Mon Repos es una localidad de Trinidad y Tobago, que forma parte de la región de San Juan-Laventille.

## Geografía
La localidad abarca parte de la isla Trinidad y limita al norte con Cantaro Village, al sur con Morvant, al este con Santa Cruz, Febeau Village y Never Dirty y al oeste con Cascade y Romain Lands.

## Demografía
Datos demográficos de la localidad de Mon Repos:
| Gráfica de evolución demográfica de Mon Repos entre 2000 y 2011 |
|                                                                 |